# Dictionnaire historique et critique

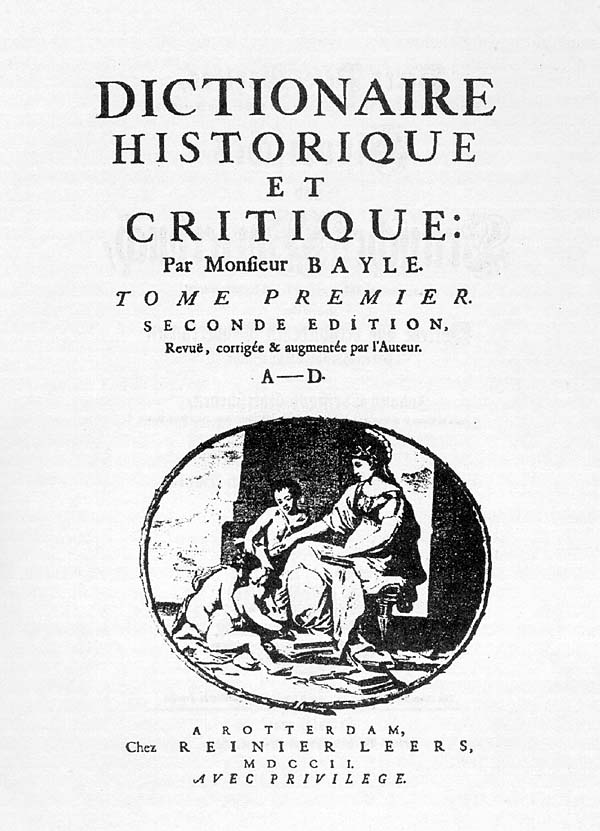
Titelseite des Dictionnaire historique et critique (1694–1697) von Pierre Bayle

Das Dictionnaire historique et critique („Historisches und kritisches Wörterbuch“; DHC) des französischen Frühaufklärers Pierre Bayle, erschienen erstmals 1694–1697, ist eine Kombination aus Enzyklopädie und Reallexikon. Das Spezifische an diesem Lexikon ist, dass Bayle zu jedem Thema Thesen und Gegenthesen – mit Quellen belegt – darstellt. Damit unterscheidet sich seine Herangehensweise von derjenigen der späteren Enzyklopädisten. Lediglich seinen Artikel zum „Skeptizismus“ übernahmen sie in ihr monumentales Werk.

## Übersicht
Das Dictionnaire historique et critique erschien 1697 als Erstausgabe in zwei Bänden und wurde vielfach neu aufgelegt. Es gilt als eine der bedeutendsten Enzyklopädien der Aufklärung. Ausgangspunkt für Bayle war Louis Moréris Grand dictionnaire historique, das 1674 in Lyon erschienen war.

## Anti-Enzyklopädie
Pierre Bayle realisierte mit dem DHC eine Art Anti-Enzyklopädie, die nicht einen als gesichert bezeichneten Wissens- und Forschungsstand darstellt, sondern gegensätzliche Positionen einander gleichgeordnet oder sie abwägend gegenüberstellt; dazu verwendete er eine aufwändige Seitengestaltung mit zahllosen Fußnoten und Querverweisen. In seinem Dictionnaire historique et critique unternahm Bayle eine streng quellenkritische Sichtung des theologischen, philosophischen und historischen Wissens seiner Zeit.
Der Literaturwissenschaftler Paul Michel erläuterte:

„Jeder Meinung gesellt er sofort eine Gegenmeinung bei, um dem Benutzer selbständiges Denken abzunötigen. Die Paradoxien, die er in seinen Fussnoten erzeugt, führen mitunter freilich in die Nähe einer bodenlosen Skepsis.“

Die Faktenlabyrinthe, die Bayle erschafft, bewirken genau das Gegenteil dessen, was eine normale Enzyklopädie versucht:
- Sie stellen das Wissen ihrer Zeit nicht als Sammlung gesicherte Tatsachen dar, sondern ziehen die vermeintlichen Fakten in Zweifel;
- die Verweise auf Quellen machen Behauptungen kritisier- und überprüfbar;
- ebenfalls vollkommen atypisch für eine Enzyklopädie ist die Kultivierung des Stilmittels der Fußnote.

Das Buch wurde unmittelbar nach Erscheinen von der Zensur verboten. Dennoch fand das Dictionaire seine Leser und wurde zur „Bibel der Aufklärung“. Wilhelm Dilthey sprach sogar von der „Rüstkammer der Aufklärung“.

## Makro- und Mikrostruktur des Dictionnaires

Reproduktion einer Seite aus dem Dictionnaire historique et critique

Das Dictionaire weist eine ihm typische lexikographische Makro- und Mikrostruktur auf. Ein Beispiel für den aufwändigen Satzspiegel des Werkes, der ein- und zweispaltigen Satz, Fußnoten und Marginalien kombiniert, ist rechts wiedergegeben.
Hannelore Gärtner beschreibt die typische Anordnung der Artikel:

„Auf das Stichwort folgt zunächst eine sachliche Information, meist mit Definition; Großbuchstaben an den entsprechenden Stellen in Klammern eingefügt, verweisen auf den anschließenden Teil, der einzelne Passagen des ersten Teils erläutert, kritisch kommentiert, mit Zitaten beweist oder widerlegt. In diesem Text machen wiederum Zeichen, lateinische oder griechische Buchstaben auf die Randbemerkungen aufmerksam, die Literaturangaben, auch Zitate und Verweisungen auf andere Artikel enthalten.“

Bayles Methode wurde teilweise auch von Diderot in der Encyclopédie in einer gemäßigteren Form übernommen. Der Artikel „Pyrronienne“ (Skeptizismus) basiert insgesamt auf Bayles kritischem Eintrag.

## Ausgaben und Übersetzungen

### Original-Ausgaben
Ausgaben in französischer Sprache:
- Erste Auflage: R. Leers, Rotterdam 1697 (zwei Bde.).
- Zweite Auflage: ebda. 1702 (drei Bde.).
- Dritte Auflage: ebda. 1715 (drei Bde.).
- Supplément. Frabri & Barrillot, Genf 1722.
- Revidierte Ausgabe der dritten Auflage: M. Bohm, Rotterdam 1720 (vier Bde.).
- Vierte vermehrte Auflage, hrsg. von Prosper Marchand und Pierre Desmaizeaux: P. Brunel, Amsterdam 1730 (vier Bde.).
- Fünfte Auflage: La Compagnie des Libraires, Amsterdam 1734 (fünf Bde.); Nachdruck: P. Brunel, Amsterdam 1740.
- Nachträge zur fünften Auflage: Brandmüller, Basel 1738 (vier Bde.), und Brunel, Amsterdam 1740 (vier Bde.).
- Elfte Auflage, hrsg. von Adrien Jean Quentin Beuchot: Desoer, Paris 1820–1824.
- Jean Baptiste Ladvocat: Dictionnaire historique, philosophique et critique. Abrégé de Bayle et des grands dictionnaires biographiques qui ont paru jusqu’à la publication de la Biographie nouvelle des contemporains. Renfermant un catalogue de toutes les bonnes éditions connues depuis la découverte de l’imprimerie jusqu’à l’époque de la Révolution […]. Pour servir d’introduction à la Biographie nouvelle des contemporains. Libr. historique, Paris 1821 (ein Bd.: A–Cit).
- Zwölfte Auflage: Paris 1830 (zwei Bde.; mehr nicht erschienen, nur Aaron-Alting).
- Dictionnaire historique et critique. Préf. et notes par Alain Niders (Les classiques du peuple). Éd. sociales, Paris 1974.

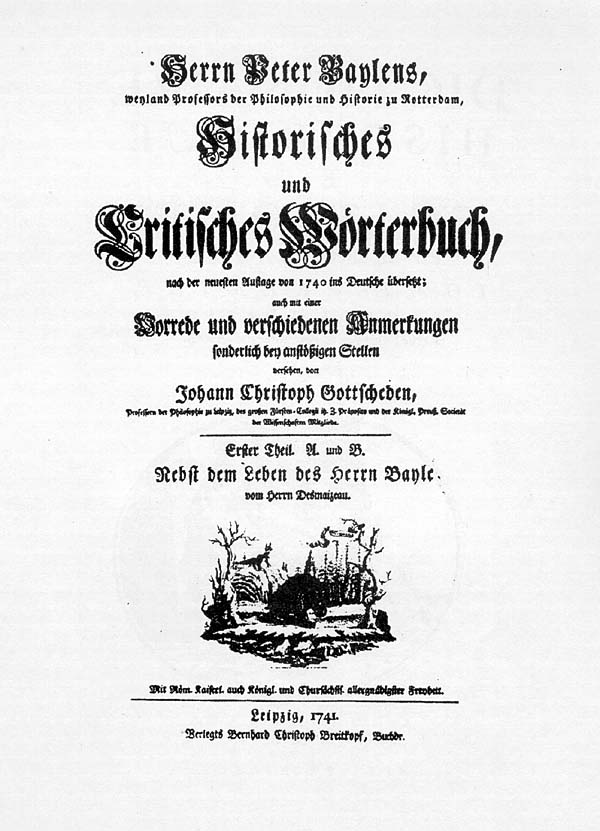
Titel von Johann Christoph Gottscheds Historischem und Critischem Wörterbuch von 1741

### Englische Übersetzung
Eine Übersetzung in englischer Sprache von Banrad, Birch und Lockman erschien in mehreren Auflagen 1709–1741.

### Deutsche Übersetzung

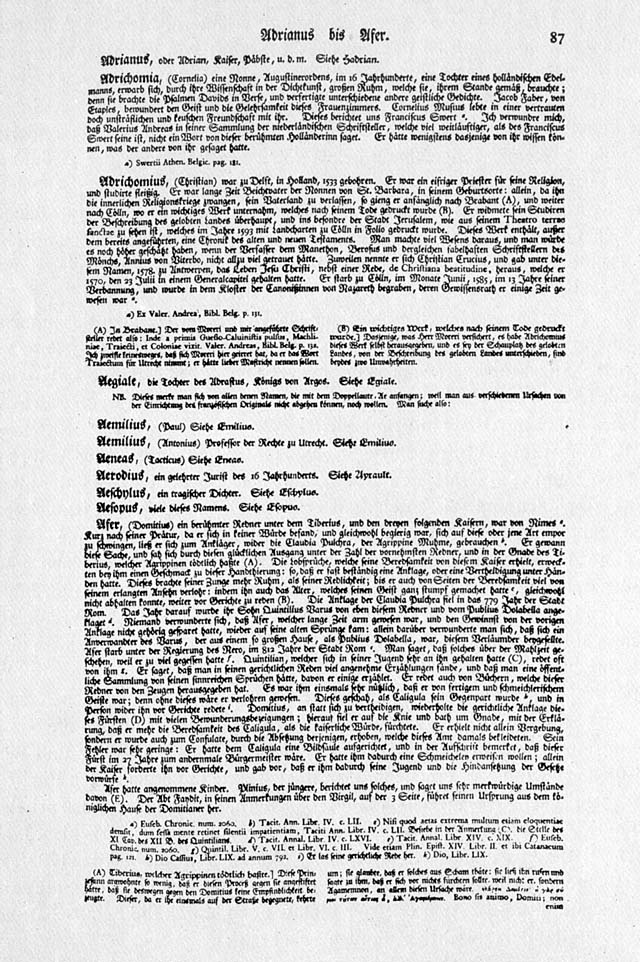
Beispielseite aus der deutschen Ausgabe des Historischen und kritischen Wörterbuchs

Johann Christoph Gottsched (1700–1766) fertigte eine mit Anmerkungen versehene deutsche Übersetzung an:
- Herrn Peter Baylens, weyland Professors der Philosophie und Historie zu Rotterdam, Historisches und Critisches Wörterbuch, nach der neuesten Auflage von 1740 ins Deutsche übersetzt; auch mit einer Vorrede und verschiedenen Anmerkungen sonderlich bey anstößigen Stellen versehen, von Johann Christoph Gottscheden […]. Breitkopf, Leipzig.
  - Theil 1: A und B : nebst dem Leben des Herrn Bayle von Herrn Desmaizeaux. 1741. (Digitalisat der ULB Sachsen-Anhalt Halle)
  - Theil 2: C–J : Mit des berühmten Herrn Maturin Veyssiere la Lroze und verschiedenen andern Anmerkungen, sonderlich bey anstößigen Stellen. 1742. (Digitalisat der ULB Sachsen-Anhalt Halle)
  - Theil 3: K–P : Mit des berühmten Freyherrn von Leibnitz und Herrn Maturin Veissiere la Lroze, auch verschiedenen andern Anmerkungen, sonderlich bey anstößigen Stellen. 1743. (Digitalisat der ULB Sachsen-Anhalt Halle)
  - Theil 4: Q-Z : mit einem vollständigen Register über alle vier Theile. 1744. (Digitalisat der ULB Sachsen-Anhalt Halle)

Ein kommentierter Nachdruck erschien 1997:
- Historisches und critisches Wörterbuch : Nach der neuesten Auflage von 1740 ins Deutsche übersetzt, auch mit einer Vorrede und verschiedenen Anmerkungen versehen von Johann Christoph Gottsched : mit einem Vorwort von Erich Beyreuther. Nachdruck der Ausgabe Breitkopf, Leipzig 1741–1744. Olms, Hildesheim [u. a. m.] 1997
  - Bd. 1: A–B. ISBN 3-487-04791-8.
  - Bd. 2: C–J. ISBN 3-487-04792-6.
  - Bd. 3: K–P. ISBN 3-487-04793-4.
  - Bd. 4: Q–Z. ISBN 3-487-04794-2.

Zudem erschienen 1801 bis 1804 vier Bände einer auf acht Bände angelegten Übersetzung von Schneider im Verlag Wolf (Leipzig).
Eine Auswahl mit neuer Übersetzung stellte Günter Gawlick zusammen:
- Günter Gawlick (Übers. und Hrsg.): Historisches und kritisches Wörterbuch: eine Auswahl (= Philosophische Bibliothek, Bd. 542). Meiner, Hamburg 2003. ISBN 3-7873-1619-1.

### Online-Ausgaben
- Dictionnaire historique et critique (1740)

Vollständige elektronische Version der Ausgabe Amsterdam 1740 in vier Bänden; die 5.158 Lemmata (vedettes) sowie der Volltext, bestehend aus 191.080 Wörtern können in einer strukturierten Datenbank durchsucht werden; in der digitalisierten Ausgabe kann auch in den reproduzierten Bilddateien im Original-Layout geblättert werden (Bilddateien im JPEG-Format). Anbieter: University of Chicago, ARTFL Project.
- Historisches und Critisches Wörterbuch (1741-1744)vollständiges Digitalisat der Universitäts- und Landesbibliothek Sachsen-Anhalt Halle der Ausgabe Breitkopf Leipzig in vier Bänden

Elektronische Version der Ausgaben von 1697 und 1820, reproduzierte Seiten als PDF-Dateien. Anbieter: Bibliothèque nationale de France (BNF), Gallica.